# Suphanat Mueanta
Suphanat Mueanta (taj. ศุภณัฏฐ์ เหมือนตา; ur. 2 sierpnia 2002 w Sisakecie) – tajski piłkarz, występujący na pozycji napastnika w belgijskim klubie Oud-Heverlee Leuven oraz w reprezentacji Tajlandii. Uczestnik Pucharu Azji 2023.

## Statystyki

### Klubowe
Na podstawie:
| Klub                | Sezonów | Liga            | Liga  | Liga   | Puchar krajowy | Puchar krajowy | Kontynentalne | Kontynentalne | Suma  | Suma   |
| Klub                | Sezonów | Liga            | Mecze | Bramki | Mecze          | Bramki         | Mecze         | Bramki        | Mecze | Bramki |
| ------------------- | ------- | --------------- | ----- | ------ | -------------- | -------------- | ------------- | ------------- | ----- | ------ |
| Buriram United FC   | 5       | Thai League 1   | 101   | 24     | 36             | 7              | 8             | 1             | 145   | 32     |
| Oud-Heverlee Leuven | 1       | Eerste klasse A | 9     | 1      | 1              | 0              | –             | –             | 10    | 1      |
|                     | Łącznie | Łącznie         | 265   | 9      | 34             | 1              | 22            | 1             | 321   | 11     |

### Reprezentacyjne
Na podstawie:
| Mecze i gole w reprezentacji podczas Pucharu Azji 2023 | Mecze i gole w reprezentacji podczas Pucharu Azji 2023 | Mecze i gole w reprezentacji podczas Pucharu Azji 2023 | Mecze i gole w reprezentacji podczas Pucharu Azji 2023 | Mecze i gole w reprezentacji podczas Pucharu Azji 2023 | Mecze i gole w reprezentacji podczas Pucharu Azji 2023 | Mecze i gole w reprezentacji podczas Pucharu Azji 2023 | Mecze i gole w reprezentacji podczas Pucharu Azji 2023 |
| Lp.                                                    | Data                                                   | Miasto                                                 | Przeciwnik                                             | Wynik                                                  | Gole                                                   | Inne                                                   | Faza rozgrywek                                         |
| ------------------------------------------------------ | ------------------------------------------------------ | ------------------------------------------------------ | ------------------------------------------------------ | ------------------------------------------------------ | ------------------------------------------------------ | ------------------------------------------------------ | ------------------------------------------------------ |
| 1.                                                     | 16.01.2024                                             | Doha                                                   | Kirgistan                                              | 2:0 (1:0)                                              |                                                        |                                                        | Faza grupowa                                           |
| 2.                                                     | 21.02.2024                                             | Doha                                                   | Oman                                                   | 0:0 (0:0)                                              |                                                        |                                                        | Faza grupowa                                           |
| 3.                                                     | 30.01.2024                                             | Al-Wakra                                               | Uzbekistan                                             | 1:2 (0:1)                                              |                                                        |                                                        | 1/8 finału                                             |

## Sukcesy
Na podstawie:

### Klubowe
Z Buriram United:
- Mistrz Tajlandii 2017/18, 2021/22, 2022/23
- Puchar Tajlandii 2021/22, 2022/23

### Indywidualne
- Król Strzelców Pucharu Azji U-23 2022